# サザンプラティフィッシュ

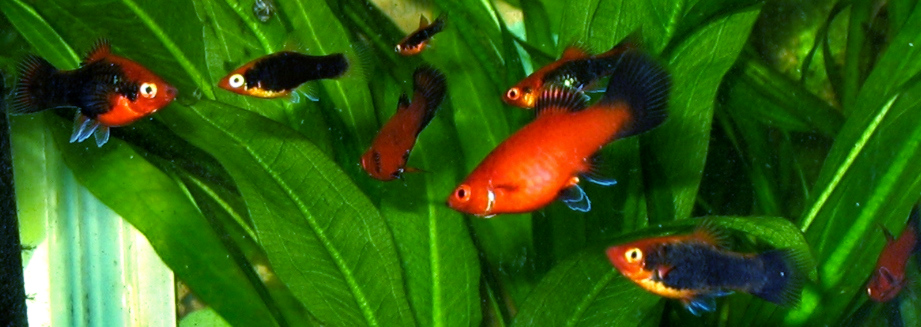
品種改良でいろいろな色の品種が作出された。

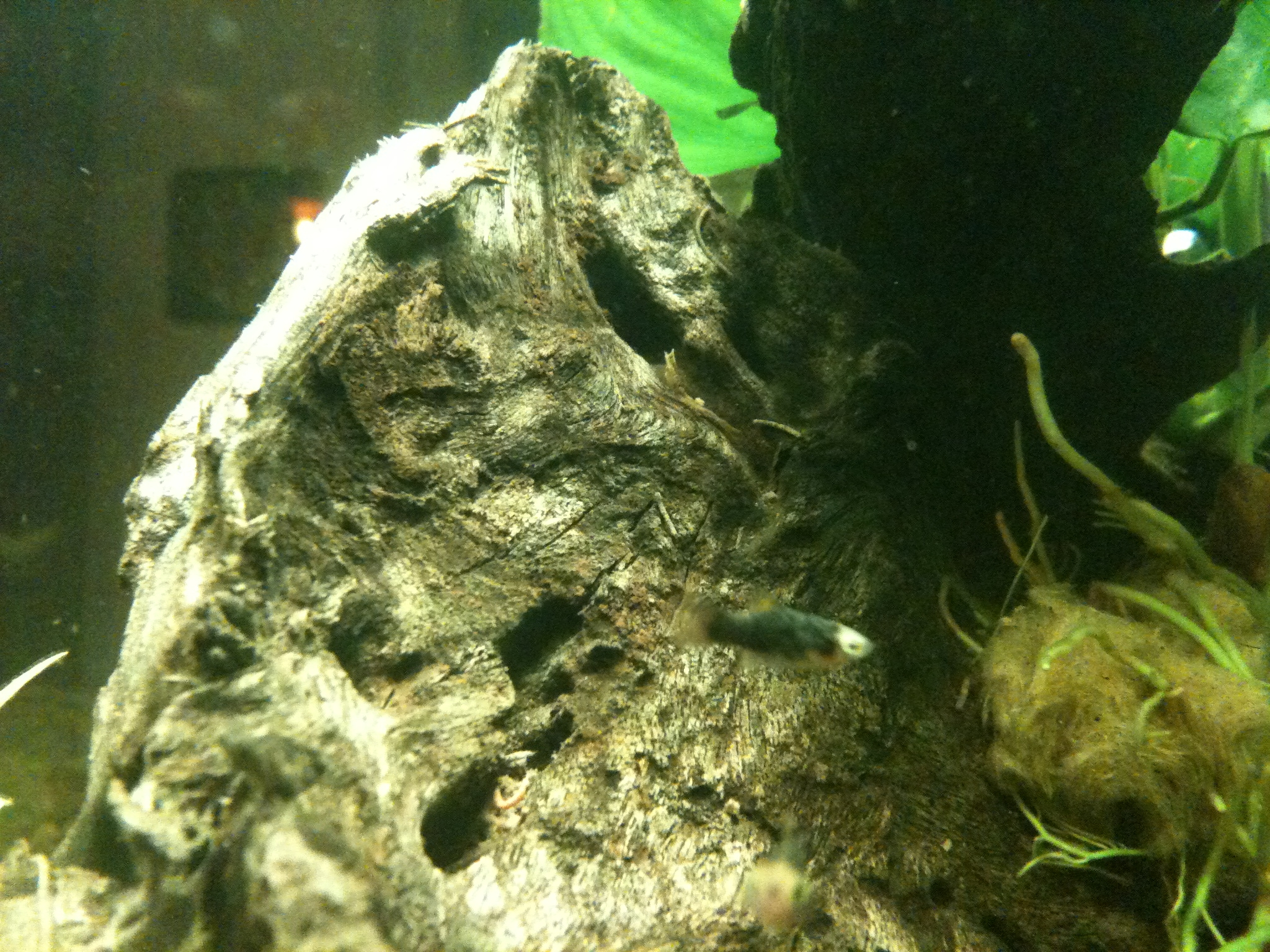
サザンプラティフィッシュの稚魚

サザンプラティフィッシュ（学名：Xiphophorus maculatus）は、メキシコ原産のカダヤシ目カダヤシ科に属する淡水魚。単にプラティ、あるいはムーンフィッシュと呼ばれることもある。古くはツキメダカとも呼ばれた。

## 分布
メキシコ（オアハカ州、カンペチェ州、キンタナ・ロー州、タバスコ州、チアパス州、ベラクルス州）
外来種として移入・侵入している地域もある。日本の沖縄島では観賞魚として1960年代に導入された個体が野生化（定着状況は不明）しており、沖永良部島の余多川・奥川では定着が確認されている。

## 概要
グッピーと同じく卵胎生で稚魚を産む。飼育、繁殖ともに容易な熱帯魚である。ヴァリアタスやソードテールとの品種改良の結果、多くの品種が作出された。性質はおとなしく、活発に泳ぐ。平均で全長5cm、大きいものでは8cm以上にもなる。平均で20日～25日で1回、仔を産む。1回に産む稚魚は平均で20匹だが、大型の個体では100匹産むこともある。また一度産むと、オスがいなくても1～3回産むことがある（一度交尾したオスの精子をためることが出来るため）。
産仔した後のメスは30センチ水槽などに隔離し、赤虫などをお腹いっぱいに与える、そうすることにより産仔後の腹のしぼみを解消する。この産仔後のしぼみを解消せずにそのままにしておくと次回の産仔数が激減してしまう。1～2日は必ずお腹がはちきれそうなくらいに餌を与え、その後本水槽へと戻す。選択交配を行うとより良い個体が生まれる。
タイプとしては、ハイフィン、ピンテール、ライア－等が出回っている。ワイルド個体（ムーンプラティ）は入荷が非常に少なく、ショップではほとんど見かけることが出来ない。アルビノタイプも同様に、非常に希少である。

## おもな品種
なお、複数の品種の特徴が複合した品種も存在する。主に青系、赤系、白（黒）系にわけることができる。
- レッド・プラティ
- ブルー・プラティ
- サンセット・プラティ

尾びれの赤から頭部に向かってベージュへとグラデーションに変わっていく色彩から、夕暮れのイメージを持った名前が付けられている。グラデーションプラティとも呼ばれる。
- ツインバー・プラティ

尾びれの上下に黒い縁取りの入る品種。
- タイガー・プラティ

比較的最近になって作出された品種で、胴体に数本の縞模様がある。
- ヘルメット・プラティ(タキシードプラティ)

頭部や腹部を残して体が黒く塗りつぶされる品種。
- ペパーミント・プラティ
- ムーンプラティ（各色）

尾びれの付け根に三日月状の斑紋が入る品種。最近はあまり見かけなくなった。
- ミッキーマウス・プラティ（各色）

ムーンプラティの変形で、尾びれの付け根に黒い丸が3つ組み合わさった斑点の入る品種。
- ワグ・プラティ（各色）

各ヒレが黒くなる品種。
- ハイフィン・プラティ

背びれが長く伸びる品種。背びれの形状によって複数の系統が存在する。
- ピンテール・プラティ

尾びれの中央が長く伸びる品種。
- ライヤーテール・プラティ

各ヒレが長く伸張し大変美しい品種。ライヤーソードテールとの交配により作られた
- バルーン・プラティ

通常よりも体高がある、いわゆる「バルーン体型」の品種。